# Campionats del món de ciclocròs de 1964
Els Campionats del món de ciclocròs de 1964 foren la quinzena edició dels mundials de la modalitat de ciclocròs i es disputaren el 16 de febrer de 1964 a Overboelare, Bèlgica. La competició consistí en una única cursa masculina.

## Resultats
| Prova                | Or                    | Or      | Plata                     | Plata    | Bronze               | Bronze   |
| Cursa elit masculina | Renato Longo · Itàlia | 56' 26" | Roger De Clercq · Bèlgica | + 1' 48" | Joseph Mahé · França | + 1' 48" |

## Classificació de la prova masculina elit
| Pos. | Ciclista          | País    | Temps    |
| ---- | ----------------- | ------- | -------- |
|      | Renato Longo      | Itàlia  | 56' 26"  |
|      | Roger De Clercq   | Bèlgica | +1' 48"  |
|      | Joseph Mahé       | França  | + 1' 48" |
| 4    | Michel Pelchat    | França  | + 1' 50" |
| 5    | Albert Van Damme  | Bèlgica | + 1' 50" |
| 6    | Amerigo Severini  | Itàlia  | + 2' 10" |
| 7    | René De Rey       | Bèlgica | + 2' 19" |
| 8    | Pierre Bernet     | França  | + 2' 23" |
| 9    | Jean Gérardin     | França  | + 2' 28" |
| 10   | Emmanuel Plattner | Suïssa  | + 2' 52" |

## Medaller
| Posició | País    | Or | Plata | Bronze | Total |
| 1       | Itàlia  | 1  | 0     | 0      | 1     |
| 2       | Bèlgica | 0  | 1     | 0      | 1     |
| 3       | França  | 0  | 0     | 1      | 1     |